# 大覚寺 (下呂市)
大覚寺（だいがくじ）は岐阜県下呂市萩原町にある馬頭観世音菩薩を本尊とする臨済宗妙心寺派の寺院で、山号を諏訪山と称する。
明応8年（1499年）に常山迎禅師が開いたと伝わり、神仏分離までは萩原諏訪神社の別当であった。その後一時衰退するが、寛永年間に禅昌寺の玉雲宗麟禅師が中興した。境内には吒枳尼天を祀る鎮守堂がある。
益田三十三観音霊場のうち、萩原の福聚堂（31番札所、本尊閻魔大王）と上村の示現堂（32番札所、本尊聖観世音菩薩）を管理している。また、令和3年から始まった下呂温泉周遊七福神めぐりでは恵比寿天を祀る霊場となっている。